# Przegibek (przełęcz w Beskidzie Małym)
Przegibek (663 m n.p.m.) – przełęcz w Grupie Magurki Wilkowickiej w Beskidzie Małym, pomiędzy szczytami Sokołówka (853 m) i Przegibek (685 m). Przegibek rozdziela ją na dwie części: północną, zwaną grupą Chrobaczej Łąki, oraz południową, zwaną grupą Magurki Wilkowickiej i Czupla.
Rejon przełęczy porasta las. Przez przełęcz przebiega asfaltowa droga, prowadząca z Bielska-Białej do Międzybrodzia Bialskiego. Wybudowana została po 1954 r., głównie przez wojsko i w ramach czynów społecznych. Na przełęczy jest duży, bezpłatny parking i bufet, mała kapliczka z figurką Chrystusa Frasobliwego (pochodząca z 1858 roku) i wybudowany w 1996 r. pomnik Ofiar Wojny.
Głównym grzbietem biegnie niebieski szlak turystyczny, dołącza do niego czarny szlak łącznikowy. Ponadto przez przełęcz prowadzi szlak narciarski.
W czasie II wojny światowej Niemcy przygotowywali ten rejon do obrony. W 1943 r. od przełęczy aż po szczyt Magurki Wilkowickiej wykopali system rowów strzeleckich. Wykorzystywali do tego przywiezionych ze Śląska mężczyzn niemieckich, którzy niezdolni byli do służby wojskowej, mieszkańców Ponikwi, pracowników leśnych i robotników z zakładów w Bielsku-Białej. Gdzieniegdzie dostrzec jeszcze można pozostałości tych rowów.
Przez przełęcz biegnie granica między wydzielonymi obszarami leśnymi (Lasy Państwowe) w granicach wsi Kozy i miasta Bielsko-Biała.

## Szlaki turystyczne
Lipnik – Gaiki – przełęcz Przegibek. Czas przejścia: 2:15 h
 przełęcz Przegibek – Magurka Wilkowicka Czas przejścia: 50 min, 25 min
 przystanek MZK „Straconka Zakręt” – przełęcz Przegibek. Czas przejścia: 45 min

## Galeria

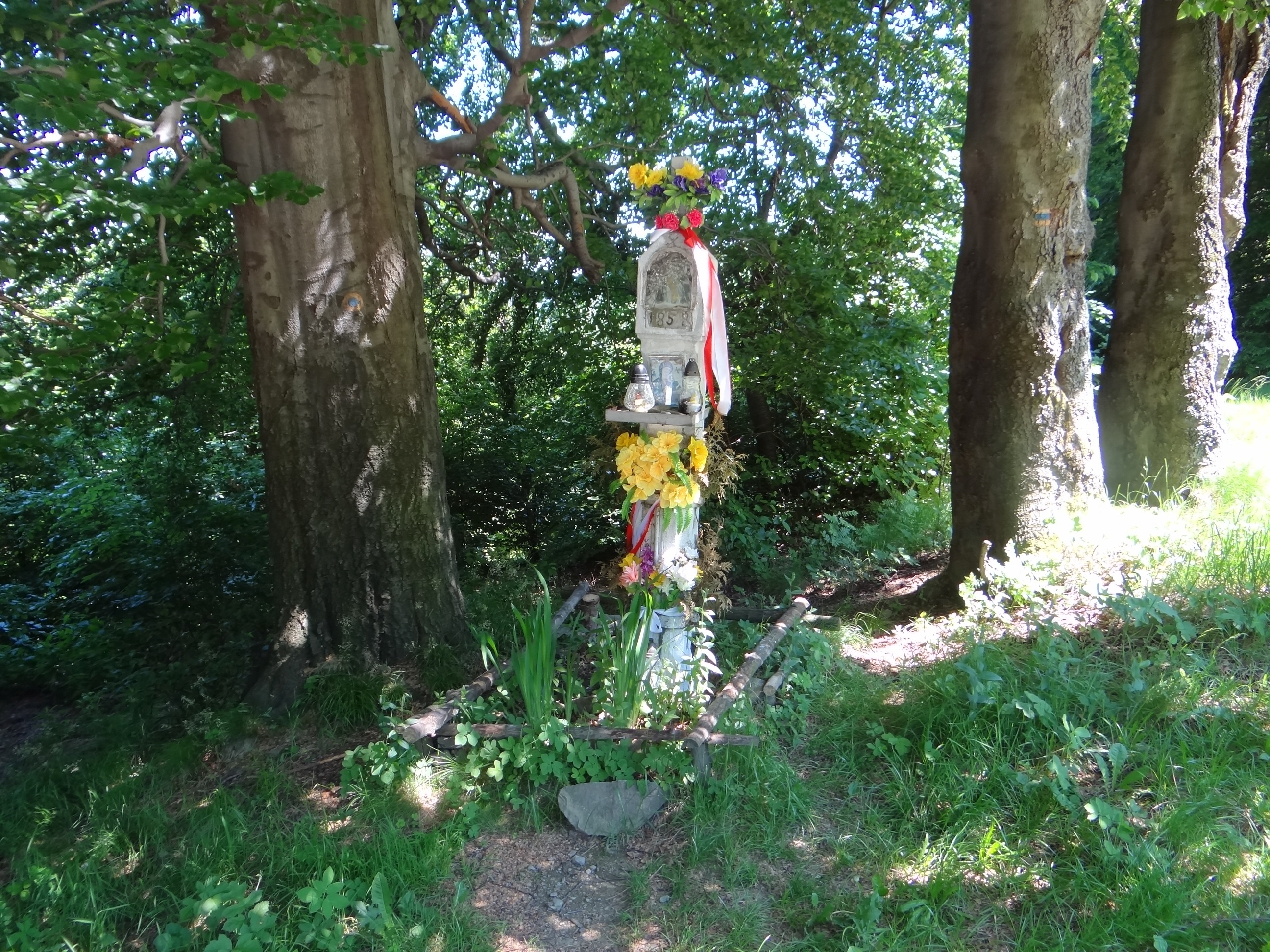
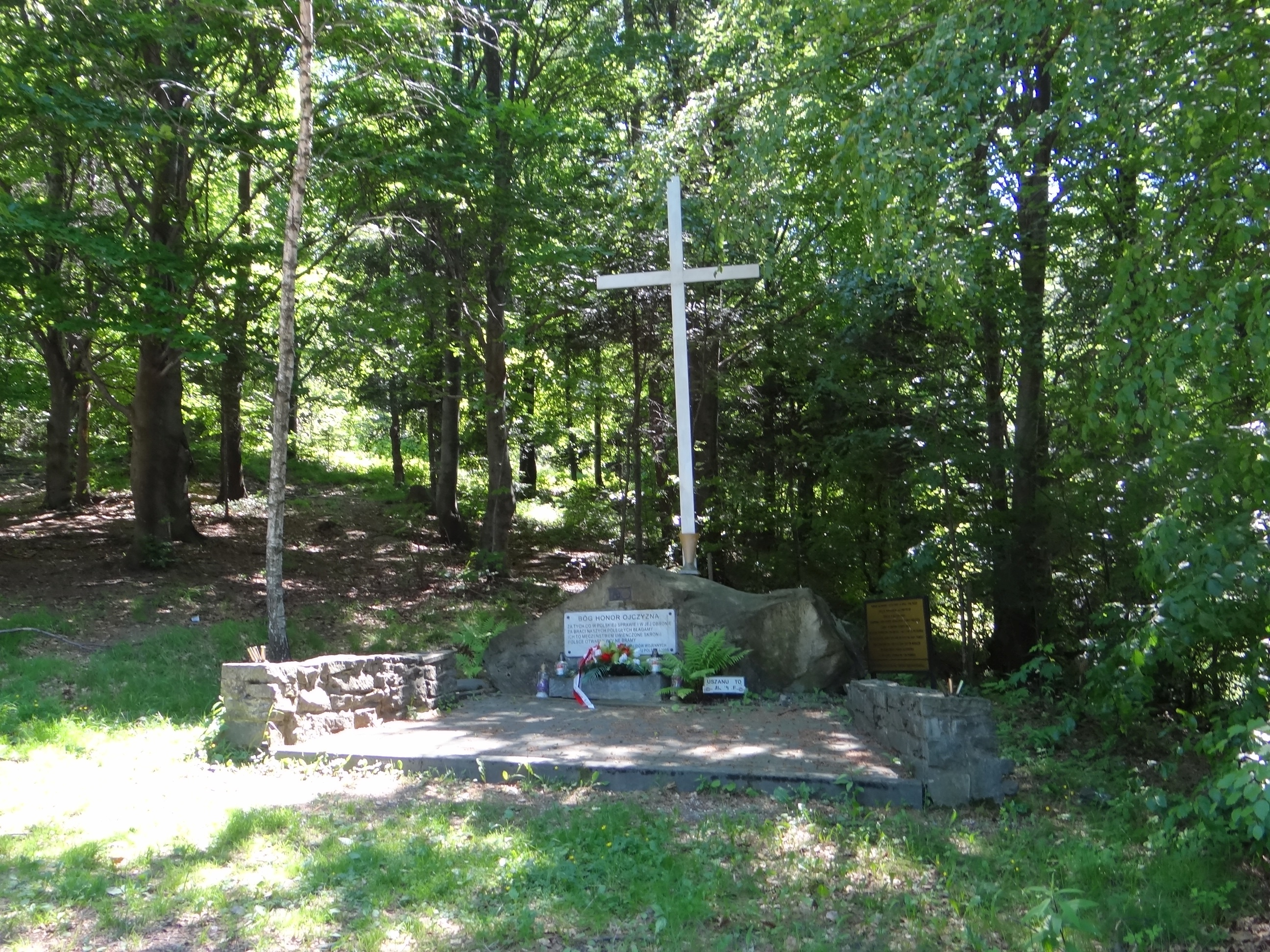
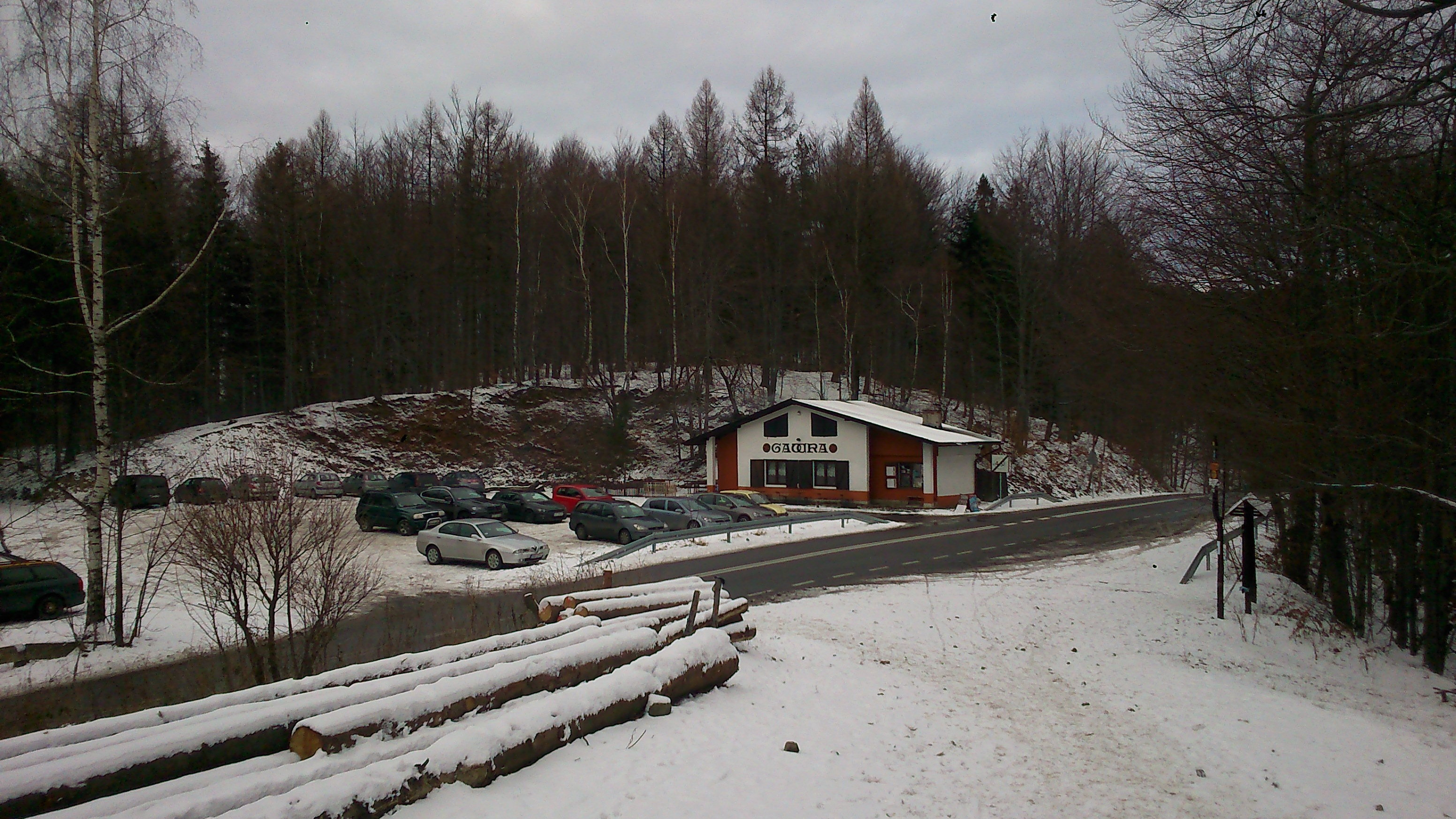